# 別洛卡泰區

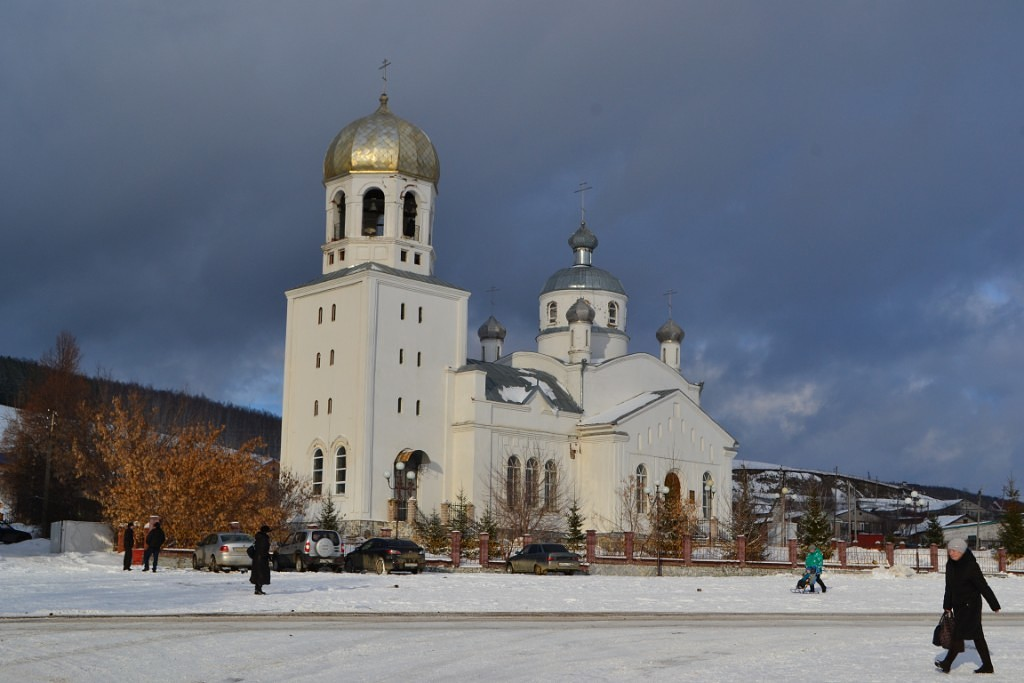

55°42′N 58°57′E / 55.700°N 58.950°E
別洛卡泰區（俄语：Белокатайский район），是俄羅斯的一個區，位於該國西南部，由巴什科爾托斯坦共和國負責管轄，始建於1930年8月20日，面積3,037平方公里，2010年人口20,169，人口密度每平方公里6.64人。